# 1924年冬季奥林匹克运动会越野滑雪比赛
越野滑雪比赛在1924年冬季奥林匹克运动会上列为了正式比赛项目，该届冬奥会中总共举办了2项越野滑雪比赛。其中50千米的比赛于1924年1月30日（星期三）举办，而18千米的比赛于1924年2月2日(星期六)举办。

## 奖牌得主
| 项目           | 金牌                          | 银牌                                | 铜牌                                |
| 18 km 详细信息 | 托尔莱夫·海于格 · 挪威（NOR） | 约翰·格勒蒂姆斯布罗滕 · 挪威（NOR） | 塔帕尼·尼古 · 芬兰（FIN）           |
| 50 km 详细信息 | 托尔莱夫·海于格 · 挪威（NOR） | 托拉尔夫·斯特伦斯塔德 · 挪威（NOR） | 约翰·格勒蒂姆斯布罗滕 · 挪威（NOR） |

50千米的比赛成绩和北欧两项的成绩是一致的。

## 参赛国家
美国越野滑雪运动员仅完成了18千米的比赛。总共有15名选手完成了18千米和50千米两项比赛。
总共有来自12个国家的59名越野滑雪运动员参加了本次比赛：
- 捷克斯洛伐克(6)
- 芬兰(5)
- 法国(8)
- 匈牙利(3)
- 意大利(7)
- 拉脱维亚(1)
- 挪威(5)
- 波兰(3)
- 瑞典(6)
- 瑞士(7)
- 美国(4)
- 南斯拉夫(4)

## 奖牌榜
| 排名 | 国家／地区 | 金牌 | 银牌 | 铜牌 | 總數 |
| ---- | ---------- | ---- | ---- | ---- | ---- |
| 1    | 挪威       | 2    | 2    | 1    | 5    |
| 2    | 芬兰       | 0    | 0    | 1    | 1    |